# Рідкокристалічний дисплей з активною матрицею

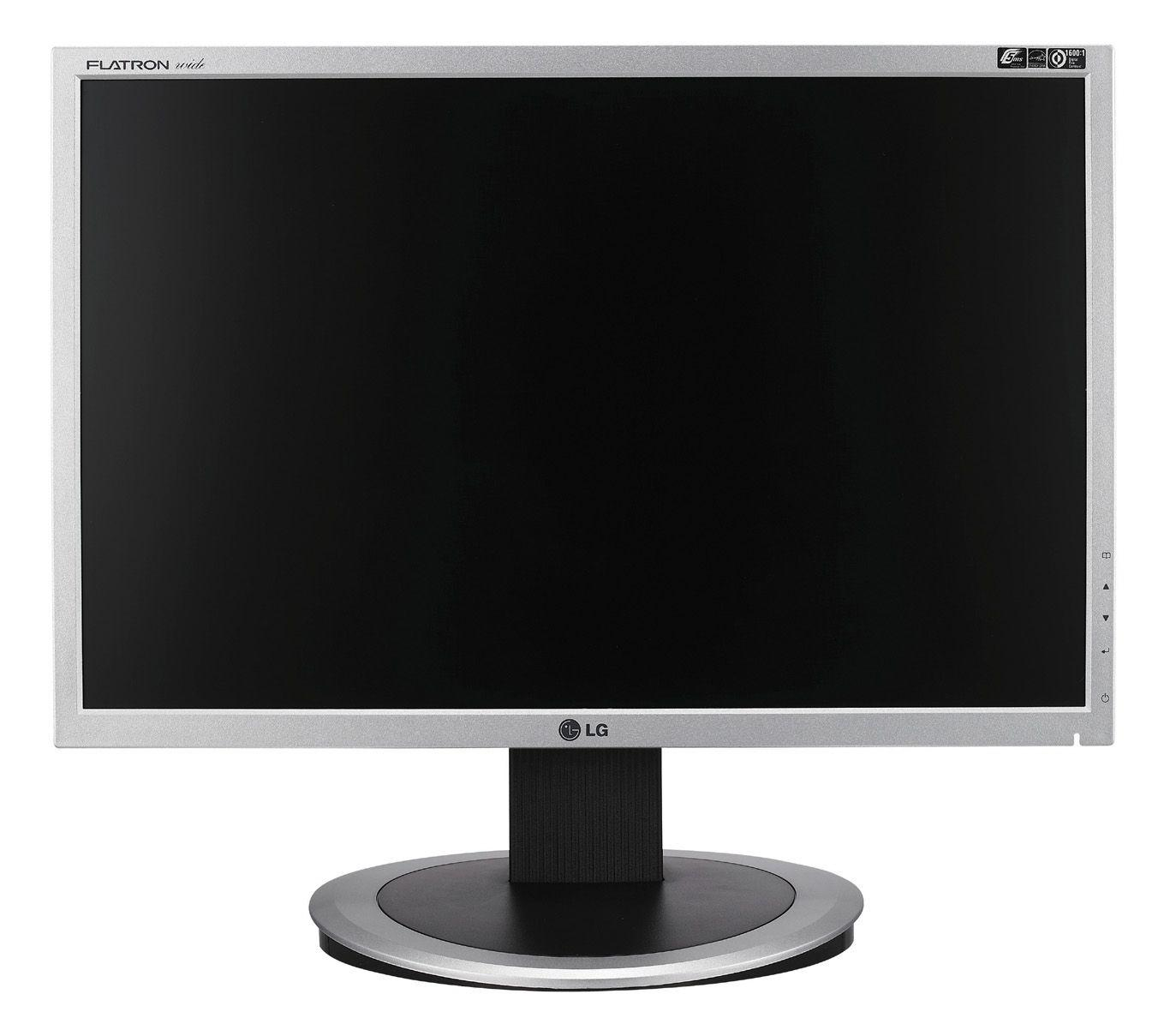
РК-монітор

Рідкокристалічний дисплей з активною матрицею — різновид рідкокристалічних моніторів, в яких управління пікселями проводиться за допомогою активної матриці з полікремнієвих тонкоплівкових транзисторів (P-Si TFT). Характеризуються невеликим часом затримки (в основному 30 мс), що дозволяє проектувати зміну зображення практично в реальному часі, і з гарним коефіцієнтом контрастності (100:1). Завдяки таким характеристикам відтворення відеосигналів відбувається з невеликою втратою якості. Активні матриці характеризуються більшою яскравістю, насиченістю і чіткістю проектованого зображення в порівнянні з пасивними матрицями. Широко використовуються в проекторах на основі ЖК-технології.